# شون فيلدز
شون فيلدز هو لاعب هوكي جليد كندي، ولد في 6 مارس 1981 في إدمونتون في كندا.

## وصلات خارجية
- شون فيلدز على موقع دوري الهوكي الوطني (الإنجليزية)
- شون فيلدز على موقع EliteProspects.com (الإنجليزية)
- شون فيلدز على موقع Eurohockey.com (الإنجليزية)
- شون فيلدز على موقع HockeyDB.com (الإنجليزية)